# Zámecký rybník (Mimoň)
Zámecký rybník v Mimoni se nalézá asi v bývalém zámeckém parku v centru města Mimoň v okrese Česká Lípa. Rozloha vodní plochy činí 1,61 ha. Od roku 2015 probíhá jeho revitalizace a odbahnění.

## Galerie

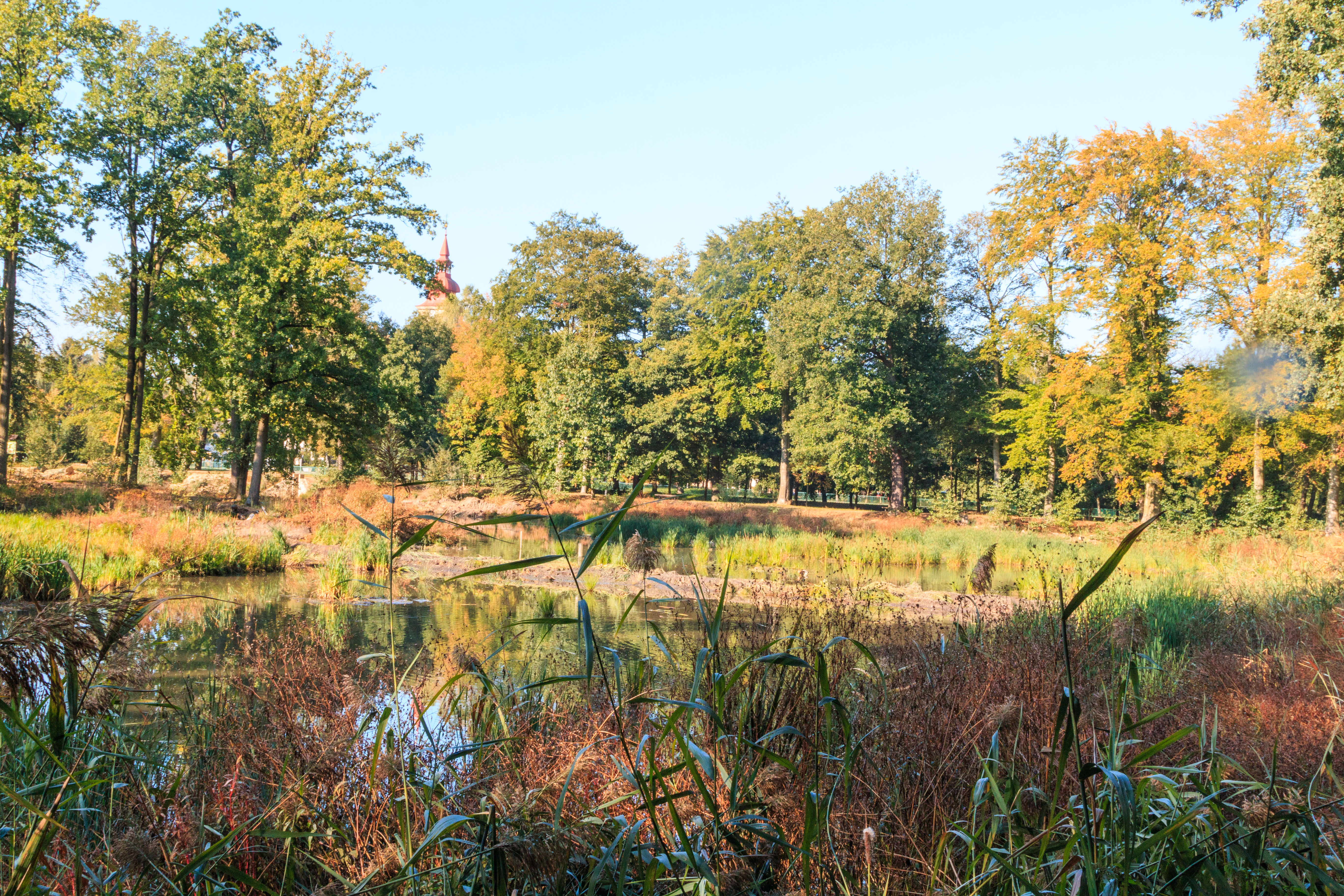
Zámecký rybník v Mimoni
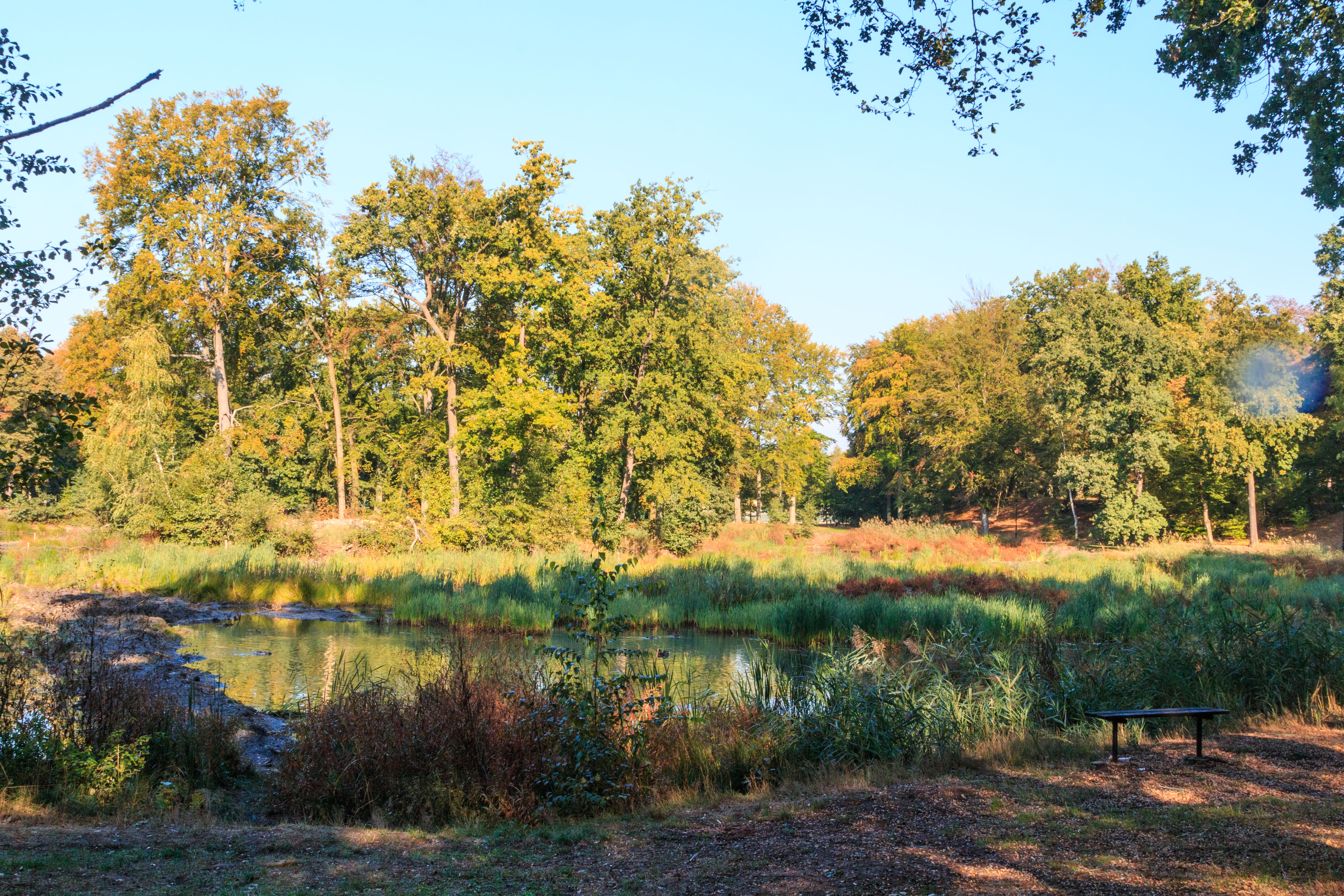
Zámecký rybník v Mimoni
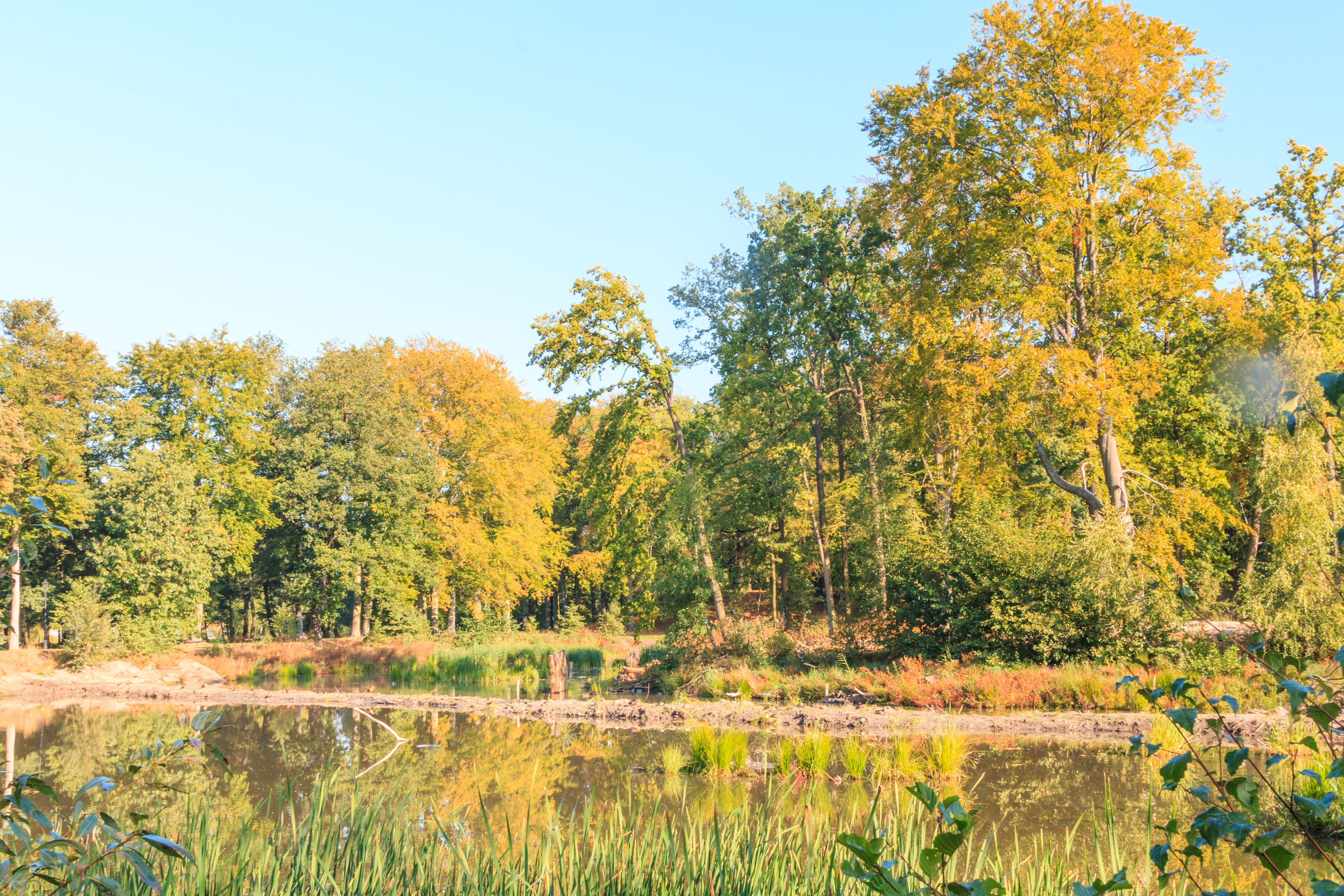
Zámecký rybník v Mimoni
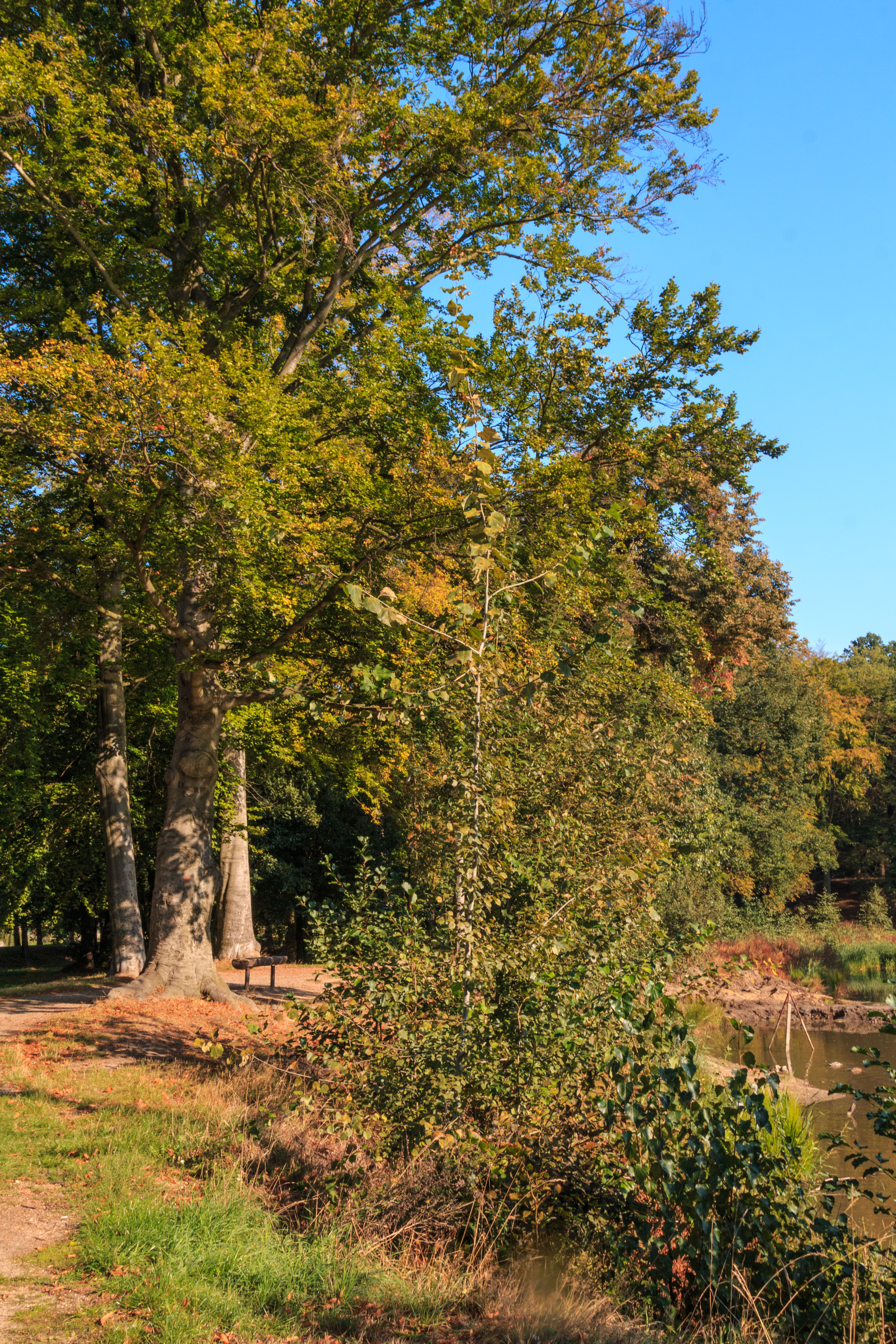
Zámecký rybník v Mimoni